# The Black Mamba
The Black Mamba – portugalski zespół muzyczny założony w 2010, w skład którego wchodzą: Pedro Tatanka, Miguel Casais, Marco Pombinho, Rui Pedro „Pity” Vaz oraz Guilherme „Gui” Salgueiro. Reprezentanci Portugalii w 65. Konkursie Piosenki Eurowizji (2021) z utworem „Love Is On My Side”.

## Kariera
Zespół założono wiosną 2010 roku. Wykonują muzykę z pogranicza bluesa, soulu i funku. W swojej karierze wydali trzy albumy studyjne oraz sześć singli.
W 2021 roku wzięli udział w portugalskich preselekcjach do Konkursu Piosenki Eurowizji – Festival da Canção. Z utworem „Love Is On My Side” awansowali do finału, w którym zajmując drugie miejsce zarówno w klasyfikacji widzów jak i jury, co sumarycznie złożyło się na zwycięstwo w preselekcjach. Zostali tym samym reprezentantami kraju w Konkursie Piosenki Eurowizji w Rotterdamie. 20 maja wystąpili jako dwunaści w kolejności startowej w drugim półfinale i z czwartego miejsca awansowali do finału, który odbył się 22 maja. Wystąpili w nim z siódmym numerem startowym i zajęli 12. miejsce po zdobyciu 153 punktów w tym 27 punktów od telewidzów (19. miejsce) i 126 pkt od jurorów (7. miejsce).

## Dyskografia

### Albumy studyjne
| Rok  | Dane dot. albumu                                                              | Najwyższa pozycja na liście |
| Rok  | Dane dot. albumu                                                              | POR                         |
| ---- | ----------------------------------------------------------------------------- | --------------------------- |
| 2010 | The Black Mamba - Wytwórnia: Farol Música - Format: CD, digital download      | –                           |
| 2014 | Dirty Little Brother - Wytwórnia: Farol Música - Format: CD, digital download | 15                          |
| 2018 | The Mamba King - Wytwórnia: La Resistance - Format: CD, digital download      | 5                           |

### Single

#### Jako główni artyści
| Rok                                                       | Tytuł                                | Najwyższe pozycje na listach | Najwyższe pozycje na listach | Najwyższe pozycje na listach | Najwyższe pozycje na listach | Najwyższe pozycje na listach | Najwyższe pozycje na listach | Album                |
| Rok                                                       | Tytuł                                | POR                          | NLD                          | ICE                          | LTU                          | SWE                          | UK Down.                     | Album                |
| --------------------------------------------------------- | ------------------------------------ | ---------------------------- | ---------------------------- | ---------------------------- | ---------------------------- | ---------------------------- | ---------------------------- | -------------------- |
| 2012                                                      | „If I Ain't You”                     | –                            | –                            | –                            | –                            | –                            | –                            | The Black Mamba      |
| 2014                                                      | „Wonder Why”                         | –                            | –                            | –                            | –                            | –                            | –                            | Dirty Little Brother |
| 2016                                                      | „Canção de mim mesmo” (oraz Boss AC) | –                            | –                            | –                            | –                            | –                            | –                            | –                    |
| 2017                                                      | „I Wanna Be With You”                | –                            | –                            | –                            | –                            | –                            | –                            | –                    |
| 2018                                                      | „Believe” (oraz King Melody)         | –                            | –                            | –                            | –                            | –                            | –                            | The Mamba King       |
| 2021                                                      | „Love Is On My Side”                 | 44                           | 70                           | 31                           | 46                           | –                            | 55                           | –                    |
| „–” oznacza, że singiel nie był notowany na danej liście. |                                      |                              |                              |                              |                              |                              |                              |                      |

#### Jako artyści gościnni
| Rok  | Tytuł                                 | Album |
| ---- | ------------------------------------- | ----- |
| 2020 | „Beautiful Lie” (oraz Light Gun Fire) | –     |